# Starrtjärnen (Tärna socken, Lappland, 729072-145937)
Starrtjärnen är en sjö i Storumans kommun i Lappland och ingår i Umeälvens huvudavrinningsområde.